# روس گان
روس گان (انگلیسی: Ross Gunn؛ زاده ۱۸۹۷ - درگذشته ۱۹۶۶) یک فیزیک‌دان اهل ایالات متحده آمریکا بود.